# Henri-Gérard Augustine
Henri-Gérard Augustine (Basse-Terre, 21 ottobre 1924 – Dax, 12 settembre 2014) è stato un allenatore di calcio e calciatore francese, di ruolo centrocampista.

## Carriera

### Giocatore
Nato e cresciuto a Guadalupa, nelle Antille Francesi, in giovane età si trasferì a Parigi dove giocò a calcio nello Stade Français. Successivamente tornò nelle Antille, giocando in varie selezioni locali a livello amatoriale. In seguito militò nel Violeta ad Haiti, a Curacao ed al Toluca in Messico; infine si trasferì in Brasile, dove giocò nel Santos, nella Juventus ed infine nel Palmeiras, terminando la carriera agonistica all'età di 30 anni a causa di una frattura ad una clavicola durante uno scontro di gioco.

### Allenatore
Proprio nel Palmeiras ha iniziato la sua carriera da allenatore; in seguito, ha allenato numerose altre squadre brasiliane: il Cruzeiro, il Flamengo, il Bangu, il Sao Bento, il Commercial.
Nella stagione 1962-1963 è subentrato a stagione in corso sulla panchina del Como, società di Serie B; ha allenato i lariani nelle ultime 13 partite del campionato cadetto con Giulio Cappelli come direttore tecnico.
Dopo una stagione di inattività, nella stagione 1964-1965 ha allenato dalla seconda alla ventiseiesima giornata di campionato l'Alessandria, società impegnata nel campionato di Serie B. Nel 1968 fu chiamato ad assumere la guida tecnica del Bolzano, in Serie D, ma, poiché dal febbraio 1965 la Federazione aveva fatto divieto alle società di assumere calciatori ed allenatori non italiani, dovette rinunciare in seguito ad un reclamo; fece perciò richiesta al Comitato regionale del Trentino Alto Adige di un patentino di allenatore di terza categoria per poter guidare, dal 1969, il Laces, con cui conquistò una promozione dalla Seconda Categoria e con cui ottenne la vittoria della Prima Categoria 1970-1971, cui non fece però seguito una promozione. Nel 1973 allenò il Savoia di Torre Annunziata venendo esonerato alla 14ª giornata, sostituito da Italo Romagnoli.
Nella stagione 1975-1976 ha allenato il Boulogne nella seconda serie francese. In seguito è tornato a Guadalupa, dove ha allenato il Siroco.